# Ludwig Flocken
Ludwig Lothar Erich Flocken (geb. Schulz; * 11. April 1961 in Solingen) ist ein deutscher Politiker (ehemals AfD). Von 2015 bis 2020 war er Mitglied der Hamburgischen Bürgerschaft. Im Februar 2016 trat er aus der AfD-Fraktion aus und war von diesem Zeitpunkt an fraktionslos. Im Januar 2018 wurde er vom Bundesschiedsgericht der AfD aus der Partei ausgeschlossen.

## Leben
Flocken wuchs in Solingen als Sohn der Handelslehrer Lothar und Maria Schulz auf. Von 1980 bis 1981 studierte Flocken zunächst Mathematik in Bonn, studierte dann aber ab 1982 in Münster, Lübeck und Bergen (Norwegen) Humanmedizin. Die Zulassung als Arzt erfolgte 1988. Zwischen 1988 und 1996 arbeitete Flocken unter anderem in Gloucester, Neath, Edinburgh und Dortmund. Seit 1996 ist Flocken Facharzt für Orthopädie. Seit 1998 betreibt er eine Privatpraxis in Bergedorf mit den Schwerpunkten Akupunktur und Chirotherapie. Flocken ließ seine Patienten selbst bestimmen, wie viel sie für die Behandlung bezahlen wollen (Pay What You Want); zudem verpflichtete er seine Patienten zu einer Spende an einen gemeinnützigen Verein, falls sie einen vereinbarten Termin nicht wahrnahmen. Die Hamburger Ärztekammer strengte ein Verfahren an, in dem 2009 festgestellt wurde, dass diese Geschäftsbedingungen nicht mit der Gebührenordnung für Ärzte vereinbar sind.
Flocken ist seit 1989 mit einer Musiklehrerin verheiratet und hat fünf Kinder.

## Politik
Flocken wurde bei der Bürgerschaftswahl 2015 durch 1829 Personenstimmen über die AfD-Landesliste in die Hamburgische Bürgerschaft gewählt. Dort war er Mitglied im Familien-, Kinder- und Jugendausschuss und im Gesundheitsausschuss.
Im März 2015 unterzeichnete Flocken die von Björn Höcke und André Poggenburg initiierte Erfurter Resolution, in der eine konservativere Ausrichtung der Partei gefordert wurde.
Flocken hat im Oktober 2015 an einer Reise nach Dnipropetrovsk, Ukraine teilgenommen. Die von Manuel Ochsenreiter, einem Vertreter der Neuen Rechten, organisierten Reisen werden als Wahlbeobachtungsmissionen bezeichnet und stehen der offiziellen Wahlbeobachtung durch die OSZE gegenüber.
Im Februar 2016 trat er aus der AfD-Fraktion aus und ist seitdem fraktionsloser Abgeordneter. Laut dem Parlamentarischen Geschäftsführer der AfD-Bürgerschaftsfraktion Alexander Wolf ist er damit einem Ausschlussverfahren zuvorgekommen. Medienberichten zufolge führten unabgesprochene Kleine Anfragen an den Senat, deren Inhalt von den anderen Fraktionsmitgliedern als fremdenfeindlich bewertet wurde, und seine Teilnahmen an Pegida-Demonstrationen zu dem Zerwürfnis. So bezeichnete er beispielsweise in einer Kleinen Anfrage zu den sexuellen Übergriffen in der Silvesternacht 2015/16 Flüchtlinge als „Angehörige verschiedener nach Deutschland eingedrungener Ethnien“ und bewertete die Vorfälle als „Ausdruck der islamischen Verachtung für den Westen und moderne Frauen“.
Am 27. April 2016 schloss ihn Bürgerschaftspräsidentin Carola Veit (SPD) wegen einer „gröblichen Verletzung der Ordnung des Hauses“ von der Bürgerschaftssitzung aus. Zunächst wurde er wegen der Aussage „Lassen Sie uns keinen Respekt zeigen vor Intoleranz, Drohungen und Brutalität, keinen Respekt vor einem absurden Ausmaß an Frauenverachtung, vor Menschen, die ihre Frauen genital verstümmeln, als Müllsäcke verkleiden, vergewaltigen und die Vergewaltigten noch bestrafen und ermorden.“ ermahnt, und anschließend „Lassen Sie uns keinen Respekt zeigen vor Menschen, die sich von Gottesgelehrten belehren lassen, wie sie ihre Frauen zu schlagen und ihre Babys sexuell zu missbrauchen haben.“ Nach einem Ordnungsruf sagte er, er hoffe „inständig, dass diese gottverdammte – wie ihr sagt – Religion in die Wüste zurückkehrt, aus der sie gekommen ist“, weswegen die Bürgerschaftspräsidentin ihn anschließend auf Empfehlung des Ältestenrates von der Sitzung ausschloss. Dies war der erste Ausschluss eines Bürgerschaftsabgeordneten seit 23 Jahren. Am 11. Mai 2016 legte Flocken per E-Mail Widerspruch gegen den Ausschluss ein. In der folgenden Sitzung der Bürgerschaft wurde diesem einstimmig nicht stattgegeben.
Am 1. März 2017 schloss ihn Veit abermals von der Sitzung aus. Flocken unterstellte André Trepoll „Deutschenhass“ und hatte Merkels Gesichtsausdruck beim schnellen Weggeben einer Deutschlandfahne als „Ekel“ beschrieben sowie einen Vorgang aus dem Jahr 2008 in Erinnerung gerufen, als drei Teilnehmer des 30. Bundeskongresses der Grünen Jugend so taten, als würden sie auf eine Deutschlandfahne urinieren. Besonders die wiederholt unangemessene Wortwahl wurde von Veit gerügt.
Flocken strebte die Aufstellung für die Direktkandidatur der AfD im Bundestagswahlkreis Hamburg-Bergedorf – Harburg für die Bundestagswahl 2017 an, unterlag jedoch im März 2017 dem Harburger Bezirksabgeordneten Peter Lorkowski.
Am 17. Januar 2018 wurde das Urteil des Bundesschiedsgerichts zum sofortigen Ausschluss Flockens aus der AfD bekannt. Das Landgericht Berlin hat mit Urteil vom 22. Januar 2019 eine gegen das Urteil des Bundesschiedsgerichts gerichtete Klage abgewiesen (GeschZ: 55 O 44/18). Gegen das Urteil des Landgerichts Berlin ist Berufung beim Kammergericht eingelegt worden, über die noch nicht entschieden ist.